# Estados Unidos de Indonesia
Los Estados Unidos de Indonesia (en neerlandés: Verenigde Staten van Indonesië, en indonesio: Republik Indonesia Serikat, abreviado como RIS), era un estado federal al que los Países Bajos transfirieron formalmente la soberanía de las Indias Orientales Neerlandesas (menos la Nueva Guinea Neerlandesa) el 27 de diciembre de 1949 después de la Conferencia de Mesa Redonda neerlandesa-indonesia. Esta transferencia puso fin al conflicto de cuatro años entre los nacionalistas indonesios y los Países Bajos que se libró por el control de Indonesia. Duró menos de un año, antes de ser reemplazado por la República unitaria de Indonesia.

## Trasfondo
En enero de 1942, los japoneses invadieron las Indias Orientales Neerlandesas, desplazando al gobierno colonial neerlandés. El 17 de agosto de 1945, dos días después de la rendición japonesa, el líder nacionalista indonesio Sukarno declaró la independencia de Indonesia. Los neerlandeses, viendo que Sukarno y el liderazgo indonesio habían colaborado con los japoneses, decidieron restaurar su autoridad. Sin embargo, el Comando Británico de Asia Sudoriental, bajo Luis Mountbatten, quien tenía la responsabilidad de las Indias Orientales Neerlandesas, se negó a permitir que las tropas neerlandesas desembarcaran en Java y Sumatra y reconoció la autoridad republicana de facto allí establecida. Sin embargo, los neerlandeses pudieron reafirmar el control sobre la mayor parte del área anteriormente ocupada por la Armada japonesa, incluidos Borneo y el Gran Este. Las discusiones entre los británicos y los neerlandeses dieron lugar a que el gobernador general de las Indias Orientales Neerlandesas, Hubertus van Mook, propusiera una eventual autodeterminación para una mancomunidad indonesia. En julio de 1946, los neerlandeses organizaron la Conferencia de Malino en Sulawesi en la que representantes de Borneo y el este de Indonesia respaldaron la propuesta de los Estados Unidos de Indonesia con vínculos con los Países Bajos. Comprendería cuatro elementos, Java, Sumatra, Borneo neerlandés y el Gran Este. Esto fue seguido el 15 de noviembre por el Acuerdo de Linggadjati, en el que los neerlandeses reconocieron el control republicano de facto sobre Sumatra, Java y Madura, y la República de Indonesia aceptó el principio de una Indonesia federal en la que ser un estado. Los holandeses también organizaron la Conferencia de Denpasar de diciembre de 1946, que condujo al establecimiento del Estado de Indonesia Oriental, seguido de un estado en Borneo Occidental en 1947.
La acción militar de los neerlandeses lanzada el 20 de julio de 1947 contra áreas controladas por los republicanos indonesios, Operación Producto, resultó en que los neerlandeses recuperaran el control de Java Occidental y Oriental, las áreas alrededor de Medan, Palembang y Padang en Sumatra. Las Naciones Unidas pidieron un alto el fuego y las negociaciones entre las dos partes condujeron al Acuerdo de Renville de enero de 1948, con un alto el fuego a lo largo de la "Línea Van Mook", que conectaba las posiciones neerlandesas más avanzadas. Luego, los neerlandeses establecieron estados en las áreas que habían vuelto a ocupar, incluidas Sumatra Oriental (diciembre de 1947), Madura y Java Occidental (febrero de 1948), Sumatra Meridional (septiembre de 1948) y Java Oriental (noviembre de 1948). Los líderes de estas regiones establecieron entonces la Asamblea Consultiva Federal.
Una segunda acción militar neerlandesa, la Operación Kraai, destinada a destruir la República, se lanzó el 18 de diciembre de 1948. A pesar de recuperar las principales ciudades de Java, incluida la capital republicana de Yogyakarta, y toda Sumatra, excepto Aceh en el extremo norte, desencadenó la protesta por la renuncia de los gabinetes del Estado de Indonesia Oriental y Pasundan (Java Occidental) y del Sultán de Yogyakarta de su cargo de jefe regional. También hubo presión de los Estados Unidos y las Naciones Unidas, en particular en forma de una resolución del Consejo de Seguridad. Los neerlandeses acordaron negociar con Indonesia para organizar una transferencia de soberanía. La Conferencia de la Mesa Redonda neerlandesa-indonesia tuvo lugar en La Haya de agosto a noviembre de 1949 y resultó en que los neerlandeses acordaran entregar la soberanía a las Indias Orientales Neerlandesas, a excepción de Nueva Guinea Occidental. Sin embargo, muchos nacionalistas indonesios creían que los holandeses habían insistido en un estado federal en un intento de debilitar o incluso romper la nueva nación, una manifestación de una estrategia de "divide y vencerás". Sin embargo, el 17 de diciembre de 1949, la soberanía fue transferida a los Estados Unidos de Indonesia.

## Gobernancia
El RIS tenía una legislatura bicameral. El Consejo Representativo del Pueblo estaba formado por 50 representantes de la República de Indonesia y 100 de los distintos estados según su población. El Senado tenía dos miembros de cada parte constituyente del RIS independientemente de la población, lo que sumaba 32 miembros en total. El estado fue gobernado de acuerdo con la Constitución Federal de 1949, que había sido redactada al margen de la Conferencia de Mesa Redonda. Tenía un gabinete de 16 miembros, encabezado por el primer ministro Hatta.

## Entidades constituyentes

Estados Unidos de Indonesia. El estado constituyente de la República de Indonesia se muestra en rojo. Otros estados constituyentes se muestran en naranja. Las áreas autónomas se muestran en amarillo.

El RIS comprendía dieciséis entidades principales: siete estados (negara), incluida la "República de Indonesia", que constaba de partes de Java y Sumatra (una población combinada de más de 31 millones); y los nueve territorios anteriormente gobernados directamente (nuevas-tierras, en neerlandés: neo-landschappen). Aparte de la República de Indonesia, todas estas entidades constituyentes, que tenían poblaciones entre 100.000 y 11 millones, fueron establecidas por los neerlandeses. También se incluyeron algunas entidades más pequeñas que no se consideraban viables como entidades políticas distintas.
| Nombre                           | Establecimiento         | Capital     | Superficie (km²) | Disolución           | Notas                                                                                 |
| -------------------------------- | ----------------------- | ----------- | ---------------- | -------------------- | ------------------------------------------------------------------------------------- |
| República de Indonesia           | 17 de agosto de 1945    | Yogyakarta  |                  |                      | Incluye las provincias de: - Aceh - Sumatra Central - Yogyakarta - Lampung - Tapanuli |
| Estados                          |                         |             |                  |                      |                                                                                       |
| Indonesia Oriental               | 24 de diciembre de 1946 | Makassar    | 346 300          | 17 de agosto de 1950 | El estado más longevo                                                                 |
| Sumatra Oriental                 | 25 de diciembre de 1947 | Medan       | 17 500           | 17 de agosto de 1950 | Junto con Indonesia Oriental, el último en ser disuelto                               |
| Madura                           | 20 de febrero de 1948   | Pamekasan   | 5 500            | 9 de marzo de 1950   | Estado                                                                                |
| Pasundan                         | 25 de febrero de 1948   | Bandung     | 35 900           | 11 de marzo de 1950  | Estado                                                                                |
| Sumatra Meridional               | 2 de septiembre de 1948 | Palembang   | 74 000           | 24 de marzo de 1950  | Estado                                                                                |
| Java Oriental                    | 27 de noviembre de 1948 | Surabaya    | 22 200           | 9 de marzo de 1950   | Estado                                                                                |
| Entidades autónomas              |                         |             |                  |                      |                                                                                       |
| Borneo Occidental                | 12 de mayo de 1947      | Pontianak   | 146 800          | 22 de abril de 1950  |                                                                                       |
| Borneo Oriental                  | 12 de mayo de 1947      | Samarinda   | 200 000          | 24 de marzo de 1950  | Federación                                                                            |
| Gran Dayak                       | 3 de junio de 1947      | Banjarmasin | 132 000          | 4 de abril de 1950   | Nueva-tierra                                                                          |
| Banjar                           | 14 de enero de 1948     |             | 26 000           | 4 de abril de 1950   |                                                                                       |
| Federación de Borneo Suroriental | Marzo de 1947           |             | 14 100           | 4 de abril de 1950   | Federación                                                                            |
| Bangka                           | Julio de 1947           |             | 12 000           | 4 de abril de 1950   | Nueva-tierra                                                                          |
| Belitung                         | Julio de 1947           |             | 4 800            | 4 de abril de 1950   | Nueva-tierra                                                                          |
| Riau                             | Julio de 1947           |             | 10 800           | 4 de abril de 1950   | Nueva-tierra                                                                          |
| Java Central                     | 2 de marzo de 1949      | Semarang    | 14 000           | 9 de marzo de 1950   | Entidad política indefinida                                                           |
| Otras regiones                   |                         |             |                  |                      |                                                                                       |
| Kotawaringin                     |                         |             | 20 600           | 4 de abril de 1950   | Área autónoma                                                                         |
| Padang                           |                         |             |                  | 9 de marzo de 1950   | Área autónoma                                                                         |
| Sabang                           |                         |             |                  | 9 de marzo de 1950   | Área autónoma                                                                         |
| Yakarta                          | Junio de 1948           |             | 3 000            | 11 de marzo de 1950  | Distrito federal                                                                      |

1. ↑  Reconocimiento por parte de las autoridades neerlandesas del órgano de representación temporal.Schiller, 1955

## Disolución
Desde el principio, la mayoría de los indonesios se opuso al sistema federal resultante del Acuerdo de Mesa Redonda. La razón principal fue el hecho de que todo el concepto estaba asociado con el colonialismo. Sin embargo, había otras razones, incluida la sensación de que un estado federal carecía de cohesión y potencialmente conduciría a la secesión de los estados y que la parte indonesia solo lo había aceptado como una táctica a corto plazo. Además, la mayoría de las áreas no republicanas estaban controladas por gobernantes tradicionales, que eran vistos como demasiado pro-neerlandeses y anacrónicos. Por último, los lazos étnicos o culturales entre las personas de los estados individuales eran insuficientes para superar el dominio de Java. Por ejemplo, aunque la población del estado de Madura era completamente de etnia madurese, estaban separados de los millones de madurese que vivían en Java Oriental, lo que a su vez significaba que el estado no era homogéneo.
Incluso aquellos que apoyaban la idea de un estado federal querían que la forma del mismo fuera decidida por el pueblo de Indonesia a través de una Asamblea Constitucional elegida, en lugar del antiguo poder colonial. Los neerlandeses también intentaron convencer a los indonesios de que un estado unitario significaría la dominación javanesa, aunque sin mucho éxito.
En marzo y abril de 1950, todos los componentes de la RIS, excepto Sumatra Oriental e Indonesia Oriental, se disolvieron en la República. Del 3 al 5 de mayo, una conferencia a tres bandas entre el Estado de Indonesia Oriental, el Estado de Sumatra Oriental y la República de Indonesia terminó con la decisión de fusionar las tres entidades en un solo estado unitario. El 19 de mayo, los gobiernos de los Estados Unidos de Indonesia (en representación de los dos estados constituyentes restantes) y la República de Indonesia emitieron un anuncio, en el que se decía que todas las partes, "... han llegado a un acuerdo para crear un estado unitario como la transformación de la República de Indonesia proclamada el 17 de agosto de 1945 ". Los Estados Unidos de Indonesia fueron disueltos oficialmente por el presidente Sukarno el 17 de agosto de 1950. El quinto aniversario de su proclamación de independencia y reemplazado por la República unitaria de Indonesia.